# Europese weg 422
De Europese weg 422 of E422 is een weg die uitsluitend door Duitsland loopt.
De weg loopt van Trier (vanaf de A602/E44) naar Saarbrücken en volgt de Duitse A1, B268 en de B51 en eindigt bij de aansluiting 17 van de A620/E29.